# James Hamilton, IV duca di Hamilton
James Douglas-Hamilton, IV duca di Hamilton (Hamilton, 11 novembre 1658 – Londra, 15 novembre 1712), è stato un nobile, politico, generale e diplomatico scozzese.

## Biografia

### Infanzia e giovinezza
James Hamilton era figlio di William Douglas, I conte di Selkirk (che fu creato Duca di Hamilton a vita e cambiò il suo cognome in Douglas-Hamilton nel 1660) e di sua moglie Anne, III duchessa di Hamilton; nacque nella residenza di famiglia, Hamilton Palace, nella regione scozzese del Lanarkshire. Dal 1698 gli venne attribuito il titolo di conte di Arran. L'educazione del giovane James fu affidata ad un gruppo di maestri, finché non raggiunse l'età per frequentare l'università di Glasgow. Conclusi gli studi partì per il Grand Tour, il viaggio in Italia tradizionalmente riservato ai figli delle più ricche e illustri famiglie del regno.
Nel 1679 re Carlo II Stuart lo nominò suo Lord of the Bedchamber, incarico che mantenne sino al 1682. Nel 1683 Carlo II d'Inghilterra lo inviò come ambasciatore alla corte francese di Luigi XIV; il conte rimase in Francia per oltre un anno e partecipò a due campagne militari. Tornato in Inghilterra, il nuovo re, Giacomo II, lo confermò nei suoi incarichi e titoli, anche grazie a lettere di raccomandazione ricevute dal re di Francia. Nel 1687 divenne cavaliere dell'Ordine del Cardo.
In seguito alla gloriosa rivoluzione, che portò alla fuga di Giacomo II, egli rifiutò di appoggiare i nuovi sovrani Maria e Guglielmo: in seguito a questo venne rinchiuso nella Torre di Londra ma ne uscì poco dopo dietro pagamento.

### Matrimonio
Nel 1686 sposò Lady Anne Spencer, figlia di Robert Spencer, II conte di Sunderland. Ebbero due figlie (l'una nata nel 1689 e l'altra nel 1690), ma entrambe non sopravvissero all'infanzia. Anne morì poco dopo la nascita della seconda figlia nel 1690.
Si risposò con Elizabeth Gerard, figlia di Digby Gerard, barone Gerard, nel 1698, dalla quale ebbe sette figli.

### Duca di Hamilton

Stemma dei Duchi di Hamilton

Nel 1694 morì il padre di James, William e nel 1698 la madre rinunciò ai suoi titoli lasciandoli a re Guglielmo III d'Inghilterra. Nonostante fosse sospettato di sostenere la politica dei giacobiti, che complottavano per un ritorno sul trono di Giacomo II, James Hamilton ricevette i titoli di Duca di Hamilton, Marchese di Clydesdale, Conte di Arran, Conte di Lanark, Conte di Cambridge, Lord Aven, Polmont, Machansyre, e Innerdale.

### Schema di Darién
James Hamilton fu un sostenitore del tentativo coloniale scozzese che prese il nome di Schema di Darién e non appoggiò invece l'Atto di Unione, che portava la Scozia a divenire territorio ereditario della Casa Hannover. Hamilton assunse pertanto il ruolo di capo del partito cavalier anti-unione, anche per reclamare i propri eventuali diritti al trono di Scozia come discendente di re Giacomo II per parte di sua madre. Egli pertanto non poteva accettare Sofia del Palatinato come erede del trono scozzese.
Malgrado i suoi diritti, la voce di Hamilton rimase sempre inascoltata e le sue pretese vennero accantonate dietro a quelle degli Hannover. Il giorno del voto finale relativo all'unione anglo-scozzese, Hamilton rimase nella sua camera da letto al Palazzo di Holyrood dandosi indisposto per un tremendo mal di denti. Quando l'Act of Union passò, scoppiarono numerose rivolte nelle strade di Edimburgo, ma ormai Hamilton aveva perduto la possibilità di vedersi assicurato il trono scozzese per sé e per la sua famiglia.
Prescelto come uno dei sedici pari rappresentanti scozzesi al parlamento inglese nel 1708, nel 1711 fu nominato Duca di Brandon e pari d'Inghilterra mentre un anno dopo divenne cavaliere dell'Ordine della Giarrettiera dopo che già aveva ricevuto l'Ordine del Cardo, divenendo così il primo cavaliere non membro della famiglia reale ad aver ricevuto entrambe le onorificenze.

### Eredità Macclesfield e morte

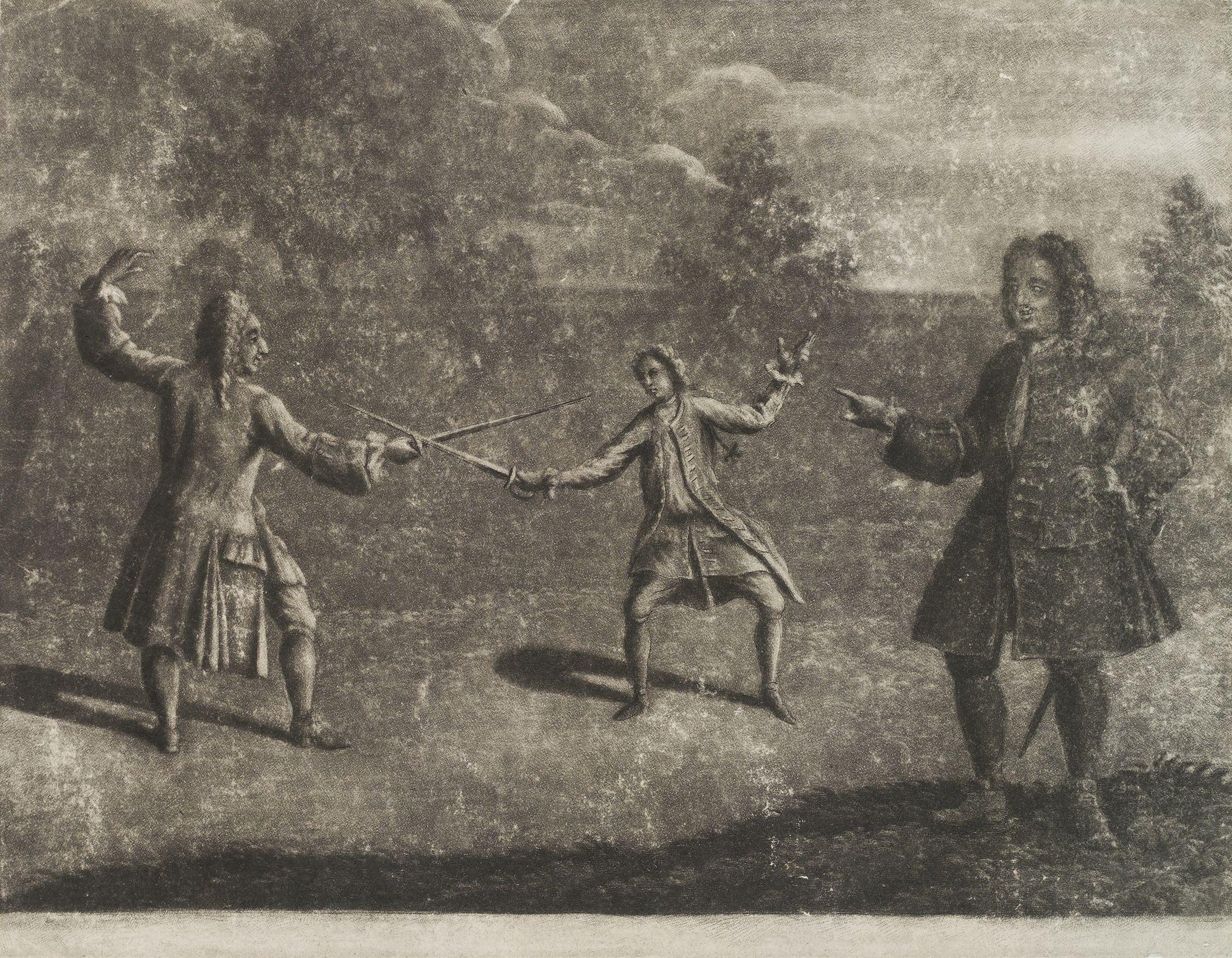
Hamilton e Charles Mohun duellano ad Hyde Park

La mattina del 15 novembre 1712 Hamilton prese parte ad un duello, descritto dallo storico William Makepeace Thackeray nel suo The History of Henry Esmond, contro Charles Mohun, IV barone Mohun per questioni ereditarie ad Hyde Park, a Londra.
L'oggetto del contendere era stata la morte senza eredi di Fitton Gerard, terzo conte di Macclesfield, nel 1702, fatto che aveva portato alla divisione dei suoi vasti possedimenti, con base a Gawsworth Hall, nel Cheshire. Hamilton pretendeva che tale residenza spettasse alla sua famiglia per via di sua moglie Elizabeth Gerard, nipote di Charles Gerard, I conte di Macclesfield. Charles Mohun dal canto suo riteneva di essere stato nominato erede da Charles Gerard, II conte di Macclesfield, di cui era stato compagno d'arme. Gli anni di contesa tra le due parti portarono alla fine Mohun a chiamare in duello Hamilton.
Lo scontro si concluse con la morte dei due contendenti, entrambi feriti mortalmente dal loro rispettivo avversario. Il resoconto ed il risultato del duello furono altrettanto a lungo discussi e molti amici del duca chiesero per lui giustizia, tra cui Jonathan Swift.

## Discendenza
Dal matrimonio tra William e Elizabeth Gerard nacquero:
- Lady Elizabeth Hamilton (1699-1702);
- Lady Catherine Hamilton (1700-1712);
- Lady Charlotte Hamilton (1701-1774), sposò Charles Edwin, non ebbero figli;
- Lady Susan Hamilton (1702-1753);
- James Hamilton, V duca di Hamilton (1703-1743);
- Lord William Hamilton (1703-1734), sposò Frances Hawes, non ebbero figli;
- Lord Anne Hamilton (1709-1748), sposò Anne Powell, ebbero due figli.

## Ascendenza
|                                         |                                         |                                       | Genitori                                 |  |  | Nonni |  |  | Bisnonni                          |  |  | Trisnonni                          |  |
|                                         |                                         |                                       |                                          |  |  |       |  |  | William Douglas, X conte di Angus |  |  | William Douglas, IX conte di Angus |  |
|                                         |                                         |                                       |                                          |  |  |       |  |  | William Douglas, X conte di Angus |  |  | William Douglas, IX conte di Angus |  |
|                                         |                                         | Giles Graham                          |                                          |  |  |       |  |  | William Douglas, X conte di Angus |  |  |                                    |  |
| William Douglas, I marchese di Douglas  |                                         |                                       |                                          |  |  |       |  |  | William Douglas, X conte di Angus |  |  |                                    |  |
|                                         |                                         | Elizabeth Oliphant                    | Laurence Oliphant, IV lord Oliphant      |  |  |       |  |  |                                   |  |  |                                    |  |
|                                         |                                         | Elizabeth Oliphant                    | Laurence Oliphant, IV lord Oliphant      |  |  |       |  |  |                                   |  |  |                                    |  |
|                                         |                                         | Elizabeth Oliphant                    | lady Margaret Hay                        |  |  |       |  |  |                                   |  |  |                                    |  |
| William Douglas, I conte di Selkirk     |                                         | Elizabeth Oliphant                    |                                          |  |  |       |  |  |                                   |  |  |                                    |  |
|                                         |                                         | George Gordon, I marchese di Huntly   | George Gordon, V conte di Huntly         |  |  |       |  |  |                                   |  |  |                                    |  |
|                                         |                                         | George Gordon, I marchese di Huntly   | George Gordon, V conte di Huntly         |  |  |       |  |  |                                   |  |  |                                    |  |
|                                         |                                         | George Gordon, I marchese di Huntly   | lady Anne Hamilton                       |  |  |       |  |  |                                   |  |  |                                    |  |
| lady Mary Gordon                        |                                         | George Gordon, I marchese di Huntly   |                                          |  |  |       |  |  |                                   |  |  |                                    |  |
|                                         |                                         | lady Henrietta Stewart                | Esmé Stewart, I duca di Lennox           |  |  |       |  |  |                                   |  |  |                                    |  |
|                                         |                                         | lady Henrietta Stewart                | Esmé Stewart, I duca di Lennox           |  |  |       |  |  |                                   |  |  |                                    |  |
|                                         |                                         | lady Henrietta Stewart                | Catherine de Balsac                      |  |  |       |  |  |                                   |  |  |                                    |  |
| James Hamilton, IV duca di Hamilton     |                                         | lady Henrietta Stewart                |                                          |  |  |       |  |  |                                   |  |  |                                    |  |
|                                         | James Hamilton, II marchese di Hamilton | John Hamilton, I marchese di Hamilton |                                          |  |  |       |  |  |                                   |  |  |                                    |  |
|                                         | James Hamilton, II marchese di Hamilton | John Hamilton, I marchese di Hamilton |                                          |  |  |       |  |  |                                   |  |  |                                    |  |
|                                         | James Hamilton, II marchese di Hamilton | Margaret Lyon                         |                                          |  |  |       |  |  |                                   |  |  |                                    |  |
| James Hamilton, I duca di Hamilton      | James Hamilton, II marchese di Hamilton |                                       |                                          |  |  |       |  |  |                                   |  |  |                                    |  |
|                                         |                                         | lady Ann Cunningham                   | James Cunningham, VII conte di Glencairn |  |  |       |  |  |                                   |  |  |                                    |  |
|                                         |                                         | lady Ann Cunningham                   | James Cunningham, VII conte di Glencairn |  |  |       |  |  |                                   |  |  |                                    |  |
|                                         |                                         | lady Ann Cunningham                   | Margaret Campbell                        |  |  |       |  |  |                                   |  |  |                                    |  |
| Anne Hamilton, III duchessa di Hamilton |                                         | lady Ann Cunningham                   |                                          |  |  |       |  |  |                                   |  |  |                                    |  |
|                                         |                                         | William Feilding, I conte di Denbigh  | sir Basil Feilding                       |  |  |       |  |  |                                   |  |  |                                    |  |
|                                         |                                         | William Feilding, I conte di Denbigh  | sir Basil Feilding                       |  |  |       |  |  |                                   |  |  |                                    |  |
|                                         |                                         | William Feilding, I conte di Denbigh  | Elizabeth Aston                          |  |  |       |  |  |                                   |  |  |                                    |  |
| lady Margaret Feilding                  |                                         | William Feilding, I conte di Denbigh  |                                          |  |  |       |  |  |                                   |  |  |                                    |  |
|                                         |                                         | lady Susan Villiers                   | sir George Villiers                      |  |  |       |  |  |                                   |  |  |                                    |  |
|                                         |                                         | lady Susan Villiers                   | sir George Villiers                      |  |  |       |  |  |                                   |  |  |                                    |  |
|                                         |                                         | lady Susan Villiers                   | Mary Beaumont, contessa di Buckingham    |  |  |       |  |  |                                   |  |  |                                    |  |
|                                         |                                         | lady Susan Villiers                   |                                          |  |  |       |  |  |                                   |  |  |                                    |  |